# 디에이치엑스컴퍼니
디에이치엑스컴퍼니(DHX Co. Ltd.)는 대한민국의 바이오메디컬, 자전거 및 유통 기업이다. 본사는 서울특별시 강남구 영동대로96길 20 7층(삼성동, 대화빌딩)에 위치해 있으며 대표이사는 이상욱이다.
2024년 결손금 보전을 통한 재무구조 개선을 위해 보통주 10주를 1주로 병합하는 무상감자를 하였으며
비유테크놀러지와 함께 약 210억 원에 유토피아게임즈에 지분투자를 하였다. 2024년 12월 에스유홀딩스에서 현재의 사명으로 상호 변경하였다.

## 참고문헌
1. ↑  김응태, 에스유홀딩스, 무상감자 후 거래재개 첫날 ‘上’, 이데일리, 2024년 5월 10일
2. ↑  박상인, 에스유홀딩스, 투자사 유토피아게임즈 세계최초 블록체인 64조 소셜 카지노 글로벌 시장 론칭 추진에 강세, 이투데이, 2023년 12월 20일
3. ↑  에스유홀딩스, 디에이치엑스컴퍼니로 상호 변경 이데일리 2024-12-20
4. ↑  디에이치엑스컴퍼니 ③이사회 장악한 영화 업체…주가는 사전 급등 2025-03-24